# ندى حفاظ
ندى عباس حفاظ (1957) أول وزيرة في مجلس الوزراء البحريني عندما تم تعيينها وزيرة للصحة في عام 2004 واستمرت في المنصب حتى سبتمبر 2007. في السابق كانت عضوة مجلس الشورى المعين.

## السيرة المهنية
ولدت حفاظ في المنامة. حصلت على بكالريوس طب عام وجراحة من جامعة القاهرة في عام 1979 وشهادة اختصاص في طب العائلة من الجامعة الأميركية في لبنان عام 1984 وشهادة طب الأطفال الوقائي من جامعة أدنبرة في بريطانيا ودبلوم في إدارة الرعاية الصحية الأولية من وزارة الصحة والكلية الجراحية الايرلندية ثم عادت إلى البحرين من أجل ممارسة الطب اعتبارا من عام 1984 ثم تعيينها منسقة خدمات الأمومة والطفولة للرعاية الأولية في عام 1986. 

## السيرة السياسية
اختيرت لتكون عضوة في لجنة إعداد ميثاق العمل الوطني عام 2000. وفي عام 2001 تقرر تعيينها عضو في المجلس الأعلى للمرأة ورئيسة لجنة الصحة والسكان والبيئة. في عام 2002 تم تعيينها عضوة في مجلس الشورى المعين.
تولت حفاظ منصب وزيرة الصحة في أبريل 2004 بعد فشل سلفها خليل حسن في فرض إصلاحات الحكومة الذي يعارضه الأطباء. تم استبدال حفاظ في تعديل وزاري في سبتمبر 2007 حيث سعت الحكومة لتهدئة المنتقدين في مجلس النواب الذي يسيطر عليه الإسلاميون بابعاد الوزراء الذين اشتبكوا مع النواب. وكانت حفاظ قد قدمت استقالتها في أبريل 2007 بعد تشكيل لجنة برلمانية للتحقيق في عمل وزارة الصحة. أعطيت اللجنة التي تضم من بين أعضائها محمد خالد وجاسم السعيدي دفعة بعد التدقيق في الخدمات الصحية في البحرين من قبل المجلس الكندي الذي وجدت أن اعتماد الصحة على بعض موظفي الوزارة وتجنب تعليمات السلامة الأساسية. ومع ذلك تلقت حفاظ دعم من الجمعية الطبية البحرينية التي عارضت التحقيق البرلماني ويعتقد أن ذلك يرجع إلى أسباب سياسية حيث قال مسؤول من الجمعية: «إن لجنة التحقيق لا تحقق في مخالفات الوزارة وأوجه القصور بدلا من ذلك إنما تستهدف جهود الوزيرة في تحسين الأمور الجديرة بالثناء وأي جريمة ضدها أمر غير مقبول بالنسبة لنا».
تم تعيين حفاظ مجددا عضوة مجددا في مجلس الشورى من 2007 إلى 2014. ضمن احتجاجات عام 2011 قدمت حفاظ مع ثلاث نواب شيعة وهم محمد هادي الحلواجي ومحمد باقر حسن رضي وناصر المبارك استقالتهم من مجلس الشورى احتجاجا على حملة الحكومة الأمنية الوحشية على المحتجين. بعدها بشهر تراجعت مع باقي زملائها عن الاستقالة بعد لقاء مع الملك حمد. 

## الحياة الشخصية
حفاظ شيعية وهي متزوجة من الطبيب شوقي عبد الله أمين.